# Croconema arcospiculum
Croconema arcospiculum is een rondwormensoort.